# Banda Beijo
Banda Beijo é uma banda baiana de axé music do Brasil. Teve sua origem no Bloco Beijo e foi formada em 1988, tendo como vocalista o cantor Netinho e, posteriormente, a cantora Gil, conhecida também como Gilmelândia. Atualmente a Banda Beijo conta com Millany Garcia como sua vocalista.  Apesar de ser uma banda de Axé, não restringe seu repertório a tal estilo. Incluindo desde Tim Maia até The Police, saiu de seu reduto original, o carnaval baiano, e teve seu sucesso expandido por todo o Brasil.

## Carreira
Inicialmente teve como vocalista o cantor Netinho de 1988 até o ano 1992, período que ajudou a transformar as bandas de axé music em fenômeno nacional. Após a saída do cantor para seguir carreira solo, a banda passou por um longo período sem funcionar. Em 1998, Netinho resolve trazer de volta o grupo, porém com outro vocalista, sendo revelado para o país a cantora Gil, conhecida também como Gilmelândia. Com a segunda formação dez anos depois do início, a Banda Beijo retornou ao estrelato com sucessos como "Peraê", "Venha" e "Bate lata", ganhando o primeiro disco de ouro da banda pelo álbum ao vivo. Em 2001 a cantora também deixa o grupo para seguir carreira solo, influenciada por outras artistas que tomaram a mesma decisão como Netinho, Márcia Freire, Ivete Sangalo e Carla Visi. Depois de outro longo período de recessão, a banda retorna em 2009 com Levi Alvim como vocalista, ficando até 2011. Em junho de 2012, a cantora Ninah Bartilotti assume os vocais da banda em sua quarta formação, porém deixa a banda meses depois. Em 25 de abril de 2015, após três anos de pausa, a banda reestréia com Guga Fernandes nos vocais até o fim daquele ano. Atualmente a banda conta com Millany Garcia como sua vocalista.

## Discografia

### Álbuns de estúdio
- 1988: Prove Beijo
- 1989: Beijo na Boca
- 1989: Sem Repressão
- 1990: Eu Quero Beijo
- 1991: Badameiro
- 1992: Axé Music: Aconteceu
- 1999: Meu Nome é Gil
- 2000: Apaixonada

### Álbuns ao vivo
- 1998: Banda Beijo - Ao Vivo

## Integrantes
Ex-integrantes
- Netinho (vocal) (1988–92)
- Gilmelândia (vocal)
- Reinaldo Santiago (bateria) (1998–00)
- Levi Alvim (vocal) (2009–11)
- Ninah Bartilotti (vocal) (2012)
- Guga Fernandes (vocal) (2015)
- Tomaz Loureiro (contrabaixo) (2015)
- Jarbis (teclado) (2009–12)
- Pinguim (bateria) (2009–12)
- Fabio Passos (guitarra) (2009–12)
- Jorginho (contrabaixo) (2009–12)
- Chocolate (percussão) (2009–12)
- Cajú (percussão) (2009–12)
- Guilinho (percussão) (2009–12)
- Washington (saxofone) (2009–12)
- Daniel (trompete) (2009–12)
- Bruno (trombone) (2009–12)
- Beto Black (backing vocal) (2009–12)
- Day (backing vocal) (2009–12)